# Religion à Djibouti

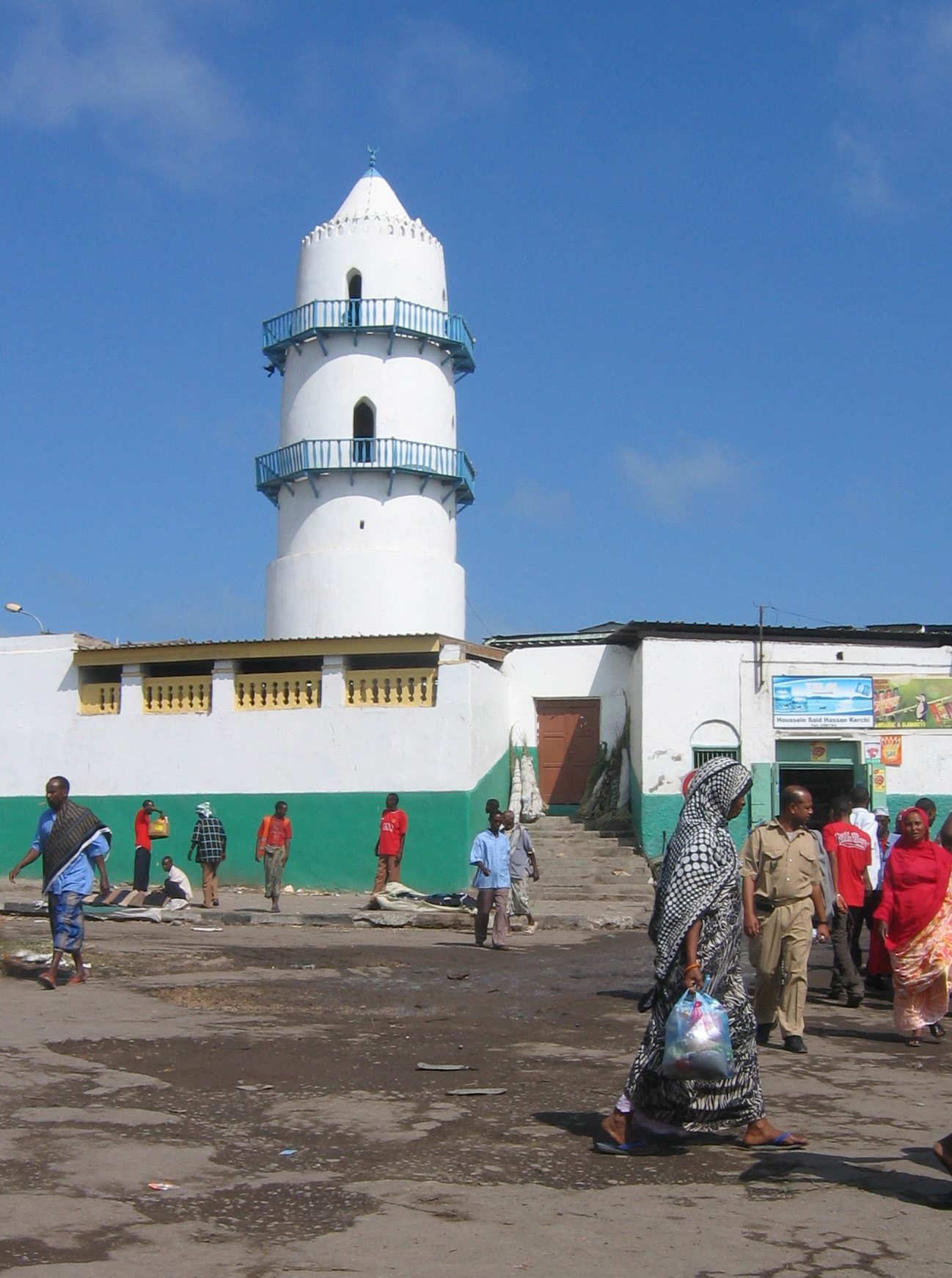
Mosquée à Dibouti

On pratique plusieurs religions à Djibouti (population en 2022 estimée à environ 1 million de Djiboutiens). La grande majorité (99 %) de la population est musulmane. De nombreuses mosquées sont installées dans tout le pays. Une petite minorité (1 %)  de la population est chrétienne, principalement des orthodoxes monophysites éthiopiens et des catholiques qui ont chacun une cathédrale dans le centre-ville de la capitale.

## Islam
L'islam à Djibouti est la religion de l'État depuis 1992. Le pays a adhéré à la Ligue arabe dès son accession à l'indépendance en 1977, et est membre de l'Organisation de la coopération islamique depuis 1978.
La quasi-totalité de la population de Djibouti est musulmane, principalement d'obédience sunnite et de rite chaféite. 
Officiellement 99 % des habitants sont musulmans

## Autres spiritualités

### Christianisme
Le christianisme contemporain remonte aux différentes avancées des colonisations européennes : commerçants, militaires, explorateurs, fonctionnaires, colons, expatriés...

### Judaïsme
Les Juifs de Djibouti sont une partie de la communauté yéménite installée à Obock, puis Djibouti, dans le sillage de l'installation française autour du golfe de Tadjoura à partir de 1884. Cette communauté disparaît en 1949, lorsque les Juifs du Yemen sont évacués en Israël.
En 2022 il ne reste plus aucun juif yéménite dans le pays.
Les Juifs habitant à Djibouti de nos jours, sont des Français expatriés aux origines juives.

### Autres
Il existe de petits groupes relevant de l'hindouisme, et du bahaïsme.